# كهوف سموك هول
كهوف سموك هول (بالإنجليزية: Smoke Hole Caverns)؛ هي مجموعة من الكهوف التي تقع في مقاطعة غرانت في الولايات المتحدة.

## السياحة
تعد «كهوف سموك هول» إحدى مواقع الجذب السياحي في مقاطعة غرانت في ولاية فرجينيا الغربية الأمريكية.